# Hamis Bassarewan
Hamis Bin Umar Bassarewan (auch Hamis Basarewan), Kampfname Hata oder Hatta Ulas Timor († 1979 verschwunden), war ein Unabhängigkeitsaktivist und Politiker aus Osttimor. Seine Vorfahren waren Araber, die im 19. Jahrhundert aus dem Jemen nach Timor kamen.
Bassarewan absolvierte die Sekundarstufe der Schule am Liceu Dr. Francisco Machado. Er erhielt ein Stipendium für ein Mathematikstudium an der Technischen Universität Lissabon. In Portugal gehörte er zur Gruppe der osttimoresischen Studenten im Casa dos Timores, dessen Bewohner für ihr Interesse am Sozialismus bekannt waren. Bassarewan war Mitglied der portugiesischen, maoistischen Partei Movimento Reorganizativo do Partido do Proletariado (MRPP). Nach der Nelkenrevolution brach Bassarewan sein Studium ab und kehrte in seine Heimat zurück.
Bassarewan war Mitglied des Zentralkomitees (CCF) der linksgerichteten FRETILIN, die am 28. November 1975 einseitig die Unabhängigkeit Osttimors von der Kolonialmacht Portugal ausrief. Im von der Partei aufgestellten Regierungskabinett wurde er zum Minister für Bildung und Kultur ernannt. Doch nur neun Tage später besetzte Indonesien die Landeshauptstadt Dili und die FRETILIN musste in die Berge fliehen und einen Guerillakrieg gegen die Invasoren führen. Bassarewan wurde Kommissar der FRETILIN für den Sektor Zentrum-Süd (Centro Sul). Im September 1977 kam es zu einer Umstrukturierung und Bassarewan wurde von Guilherme dos Santos (genannt Lere) abgelöst. Sein Amt als Bildungsminister behielt Bassarewan aber.
In der ersten Hälfte von 1979 geriet Bassarewan in indonesische Gefangenschaft (Es ist unklar, ob er sich ergab oder ob er gefasst wurde) und verschwand dort spurlos. Früher hatte er Kameraden gewarnt, sich nicht den Indonesiern zu ergeben. Man würde auch dann hingerichtet werden. Seine sterblichen Überreste wurden erst 2012 aufgefunden.